# 穆尔基
穆尔基（Mulki），是印度卡纳塔克邦Dakshina Kannada县的一个城镇。总人口16398（2001年）。

## 人口
该地2001年总人口16398人，其中男性7890人，女性8508人；0—6岁人口1759人，其中男857人，女902人；识字率77.16%，其中男性为81.98%，女性为72.68%。